# 井桁弘恵
井桁 弘恵（いげた ひろえ、1997年〈平成9年〉2月3日 - ）は、日本のファッションモデル、女優、タレント。『MORE』の専属モデル、ホンダイメージガールである。
福岡県福岡市出身。ボックスコーポレーション所属。福岡市立百道中学校、福岡県立修猷館高等学校、早稲田大学人間科学部卒。

## 経歴
1997年2月3日、福岡県福岡市に生まれる。
幼少期は、井桁たっての希望によりバレエやピアノ、習字、体操、水泳やテニスなどさまざまな習い事に取り組んでいた。中学校で陸上部に所属し制限するまで、様々な学問やスポーツを習っていた。
中学校時代は陸上部に所属していた。陸上部での活動が奮わず大会の出場者でもなかった井桁は、中学3年生のころ、母と姉に勧められ、『Seventeen』（集英社）のオーディションに応募、書類審査を通過した。上京し臨んだ2次審査で落選するが、帰路に母と立ち寄った竹下通りで、ボックスコーポレーションからスカウトを受ける。翌日歩いていた渋谷スクランブル交差点で、スカウトマンと偶然再会し運命を感じた井桁は、喫茶店で詳細な説明を受けた。
2012年4月、福岡県立修猷館高等学校に入学。福岡で学業に努めながらオーディションがあれば、その度に東京へ出向いた。高校では硬式テニス部に所属し部長を務めた。
2012年に行われた「2013ミス・ティーン・ジャパン」にて、サマンサタバサ賞を受賞。
2015年4月、早稲田大学への進学を機に東京に転居し、学業と並行し本格的な芸能活動を開始する。大学2年生までは学生寮に寄宿しながら活動。
2018年には、ゼクシィのCMガールオーディションに合格。11代目CMガールに抜擢された。
2019年5月、『週刊プレイボーイ』（集英社）のグラビアで、初めて水着姿を披露。
2019年9月1日、『仮面ライダーゼロワン』（テレビ朝日）で刃唯阿 / 仮面ライダーバルキリー役を演じ、「仮面ライダーシリーズ」初となる「物語開始時点から登場する女性ライダーのレギュラー出演」となった。
2019年12月16日、集英社「グラジャパ!アワード2019」最優秀新人賞受賞。
2020年11月、初写真集となる『井桁弘恵1st写真集「my girl」』の発売を発表。
2021年2月より、音声配信サービス・Voicyにて『井桁弘恵のひとりごと』を定期的に配信している。
2021年10月より、日本テレビ系『おしゃれクリップ』の番組MCに抜擢され、山崎育三郎と担当している。
2022年3月22日に『MORE』（集英社）5月号から同誌専属モデルとなることが発表された。
2024年11月11日、公式ファンクラブを開設。公式ファンクラブサイト「井桁弘恵 Official Fanclub」＆公式ファンクラブアプリをリリース。

## 人物
- 姉がいる[14][5]。
- 趣味は映画鑑賞、ゴルフ、旅行[5]。
- 閉所恐怖症、暗所恐怖症[5]。
- 大学の同期生に女優・映画監督の小川紗良がいる[32]。
- チャームポイントは、そばかすと眉毛[33]。
- 好きな食べ物は焼き鳥[34][5]。アート好きである[35]。好きな色は白、緑、オレンジ[5]。鷹と海が好き[5]。蚊が嫌い[5]。
- 仲の良い芸能人として、銀シャリの橋本を挙げている[36]。また、ヒルナンデス!での交流を機に、王林と交友を深めている[37]。

## 出演

### 映画
- なつやすみの巨匠（2015年）[11]
- デスフォレスト 恐怖の森5（2016年9月3日公開、NSW）
- ひだまりが聴こえる（2017年6月24日、上篠大輔監督） - 谷野留実子 役
- 4月の君、スピカ。（2019年4月5日公開、イオンエンターテイメント） - 天川咲 役[38]
- クロノス・ジョウンターの伝説（2019年4月19日公開） - ヒロイン・蕗来美子 役
- イソップの思うツボ（2019年8月16日公開） - 主演・兎草早織 役（石川瑠華、紅甘とトリプル主演）[39]
- 仮面ライダーシリーズ（東映） - 刃唯阿 / 仮面ライダーバルキリー 役
  - 仮面ライダー 令和 ザ・ファースト・ジェネレーション（2019年12月21日公開）[40]
  - 劇場版 仮面ライダーゼロワン REAL×TIME（2020年12月18日公開）[41][42][43]
- 劇場版ほんとうにあった怖い話2020 呪われた家（2020年10月16日公開、NSW） - 主演・小川汀 役（和田琢磨とW主演）[44]
- グッドバイ（2021年4月3日公開） - みほ 役[45]
- 釜石ラーメン物語（2023年7月8日公開） - 主演・正美 役[注 3][46]

### テレビドラマ
- CRISIS 公安機動捜査隊特捜班 第1話（2017年4月11日、関西テレビ） ‐ 鳥越恵美 役
- 極道めし（2018年7月14日 - 9月22日、BSジャパン） - 原彩也子 役
- 警視庁ゼロ係〜生活安全課なんでも相談室〜 THIRD SEASON 第6話（2018年9月7日、テレビ東京） - 菊池里香 役
- 仮面ライダーゼロワン（2019年9月1日 - 2020年8月30日、テレビ朝日） - 刃唯阿 / 仮面ライダーバルキリー / ジャッカルレイダー 役[47]
- オー!マイ・ボス!恋は別冊で 第1話・第4話（2021年1月12日・2月2日、TBS） ‐ サリ 役[48]
- ウソかホントかわからない やりすぎ都市伝説 ザ・ドラマ「ひとりかくれんぼ」（2021年4月14日、テレビ東京） - 主演・ユキ 役[49]
- 警視庁・捜査一課長 season5 第8話（2021年6月3日、テレビ朝日） - 玉森玲 役[50]
- お耳に合いましたら。（2021年7月9日 - 10月1日、テレビ東京） - 須藤亜里沙 役[51][52]
- メンタル強め美女白川さん（2022年4月7日 - 6月23日、テレビ東京） - 主演・白川桃乃 役[53]
- 自由な女神 -バックステージ・イン・ニューヨーク-（2023年3月4日 - 26日、フジテレビ） - 主演・サチ 役[54]
- 私がヒモを飼うなんて（2023年3月29日 - 5月17日、TBS） - 主演・蒼井スミレ 役[55]
- 紅さすライフ（2023年7月25日 - 9月26日、日本テレビ） - ヒロイン・皆本頼子 役[56][57]
- すっぴんヒーロー（2024年2月24日、TBS） - 春野美咲 役[58]
- VRおじさんの初恋（2024年4月1日 - 5月23日、NHK総合） - ホナミ 役[59][60]
- 伝説の頭 翔（2024年7月19日 - 9月6日、テレビ朝日） - 綾小路直子 役[61]
- Shrink-精神科医ヨワイ-（2024年8月31日 - 9月14日、NHK総合・NHK BSプレミアム4K） - 綿矢陽美 役[62]
- 私の町の千葉くんは。（2024年10月10日 - 12月26日、テレビ東京） - 主演・小野寺マチ 役[63]
- ワタシってサバサバしてるから2 第2話 - 第20回（2025年2月5日 - 3月5日、NHK BSプレミアム4K / 2025年5月6日 - 6月5日、NHK総合） - 姫野真理 役[64]

### テレビ番組
- ZIP!（2017年4月 - 2018年3月、日本テレビ）
- おしゃれクリップ（2021年10月10日 - 、日本テレビ） - MC（山崎育三郎と担当）[29]
- 福岡ゲンジン第2弾（2021年11月19日、福岡放送） - スタジオゲスト[65]
- ヒルナンデス!（日本テレビ）
  - （2022年1月 - 2月） - 水曜シーズンレギュラー[66]
  - （2022年4月6日 - 2024年9月25日） - 水曜レギュラー[66][67][68]
- NHK高校講座 地理総合（2022年4月6日 - 2023年2月15日 、NHK Eテレ）[69]
- 火曜NEXT!「追跡!異名ジャーナル」（2022年11月23日・30日、フジテレビ）- MC
- くりぃむクイズ ミラクル9（テレビ朝日） - 不定期出演
- Google Pixel presents ANOTHER SKY「井桁弘恵が番組初ブルネイで感動の再会を果たす！」（2022年12月23日、日本テレビ）[70]
- テレビ放送開始69年 このテープもってないですか?（2022年12月27日 - 29日、BSテレ東）[71]
- ナンテ未来ダ!?首都福岡（2023年5月7日 - 、テレビ西日本）[72]
- 今夜はナゾトレ（2023年10月10日 - 、フジテレビ） - シーズンレギュラー[73]
- つきまち長崎横丁 開業記念特別番組 井桁弘恵のながさき酒くらべ（2025年2月6日、長崎文化放送） - 冠番組[74]

### 舞台
- MISHIMA2020 橋づくし（2020年9月21日・22日）[75]

### オリジナルビデオ
- プロジェクト・サウザー（2020年） - 刃唯阿 役[76]
- ゼロワン Others
  - ゼロワン Others 仮面ライダー滅亡迅雷（2021年） - 刃唯阿 役[77]
  - ゼロワン Others 仮面ライダーバルカン&バルキリー（2021年） - 主演・刃唯阿 / 仮面ライダーバルキリー 役（岡田龍太郎とW主演）[78]

### CM
- アイリスオーヤマ 美フィットマスク[79][80]
- ロート製薬 デオボール[81]
- ベストブライダル 楽婚[82]
- マルハニチロ 「冷食開化」[82]
- フィオリ マスカラガード WP・アイライナーガード WP（2017年）
- フィオリ ジェルアイライナー WP篇（2017年）
- ゼクシィ（2018年） - 第11代目ゼクシィガール[83]
- 日鉄興和不動産（2018年10月 - ）
- JR九州 熊本フォーリンラブ（2019年6月 - 7月、全6話）
  - 熊本フォーリンラブ シーズン2（2019年10月、全4話）
- 大塚製薬 オロナミンC「仮面ライダーゼロワン 頑張るみんなへ」篇（2020年）
- Pairs（2020年）[84]
- 西日本新聞me（2021年）
- 東京都 新型コロナ感染症対策「換気」篇（2021年）
- ふくおかフィナンシャルグループ
  - 「登場」篇、「銀行っぽさ」篇、「お客さまのために」篇（2021年、「登場」篇は2023年10月に福岡中央銀行統合告知版を追加）[85]
  - 「NISA 二人の井桁さん」篇、「カードローン 機能訴求」篇、「カードローン ブランド訴求」篇（2023年10月 - ）[86]
  - 福岡銀行/熊本銀行/十八親和銀行アプリ「新しい光」篇、「機能訴求」篇（2024年3月 - ）
- クリエイト「クリエイト転職」「クリエイトバイト」
  - 「さぁ、働こう。転職」篇、「働くって、なんでしょうか?」篇（2021年12月24日 - ）[87]
- サントリー ジム・ビーム「青空制作」篇（2022年） - 賀来賢人と共演[88]
- 資生堂 AQUALABEL（2022年3月 - ） - 杏、杉野遥亮と共演[89]
- Honda Honda Cars（2022年7月 - ）[8]
- マンナンライフ 蒟蒻畑フォーグルメ（2023年9月1日 - ） - ガンバレルーヤと共演[90]
- Google Pixel 8
  - 「あなたの旅が、もっと広がる。」（2023年10月 - ）[91]
  - 「頼れる旅の相棒」篇（2024年1月 - ）[92]
- イオン九州「イオンでちょこパ」（2023年12月及び2024年12月）[93]
- 理研ビタミン「リケンのノンオイル青じそ」（2024年6月 - ）[94]
- ホーチキ
  - 「ホーチキの技術に、ホー!」篇、「ホーチキの活躍に、ホー!」篇、「ホーチキの歴史に、ホー!」篇（2024年8月 - ）[95]
- 三井金属鉱業 「未来ミュージアム」篇（2024年9月27日 - ）[96]
- 任天堂「マリオ&ルイージRPG ブラザーシップ! 島めぐり篇」「同 ルイージセンス篇」（2024年11月7日 - ）[97]
- 味の素AGF 「ブレンディ」マイボトルスティック（WebCM 2025年4月10日 - / テレビCM 2025年6月 - ）[98]
- 栗山米菓「瀬戸しお 20周年」（2025年6月 - ）[99]

### 広告
- ワコール「AMPHI（アンフィ）」 - 2024年秋冬シーズン・ミューズ[100][101]

### ゲーム
- 仮面ライダーバトル ガンバライジング（2019年9月、アーケード） - 仮面ライダーバルキリー[102] / ファイティングジャッカルレイダー[103] 役
- 仮面ライダー シティウォーズ（2019年、Android・iOS） - 仮面ライダーバルキリー 役[104]
- 仮面ライダーバトル ガンバレジェンズ（2023年、アーケード） - 仮面ライダーバルキリー / ファイティングジャッカルレイダー 役

### MV
- フジファブリック「SUPER!!」
- 瀧川ありさ「さよならのゆくえ」[105]
- SHISHAMO「明日メトロですれちがうのは、魔法のような恋」
- 松室政哉「毎秒、君に恋してる」
- MISSION「ゴースト」
- Novelbright「Sunny drop」（2020年8月17日）
- LUCKY TAPES「Happiness feat. ハル(from DIALUCK)」
- Dortmund Moon Sliders「Night Walk」
- 堀込泰行「5月のシンフォニー」
- 井上苑子「ほんと」

### ウェブドラマ
- 僕らが殺した、最愛のキミ（2021年9月17日 - 10月8日、TELASA） - ヒロイン・吉村梨奈 役[106]
- 仮面ライダージャンヌ&仮面ライダーアギレラ withガールズリミックス（2022年8月7日、東映特撮ファンクラブ） - 仮面ライダーバルキリー 役[107]
- 笑ゥせぇるすまん #6「デトックスヒロイン」・#8「借りパクの泉」（2025年7月25日、Amazon Prime Video） - 本音ユウコ 役[108][109]

### ウェブアニメ
- 仮面ライダーゼロワン ショートアニメ EVERYONE'S DAILY LIFE 第2話・第4話・第5話（2020年8月23日・10月11日・2021年2月1日、東映特撮ファンクラブ） - ゆあ 役

### ウェブムービー
- Heather × LINE NEWS「VISION」縦型ショートドラマ「また会いましたね」（2020年2月20日 - 3月5日） - 主演・ラン 役
- アクアガールズ（2020年4月15日 - 27日） - 主演・碧 役

### ランウェイ
- GirlsAward
  - 第20回 Rakuten GirlsAward 2019 AUTUMN/WINTER（2019年9月28日、幕張メッセ）[110][111]
  - Tokyo Virtual Runway Live by GirlsAward（2020年6月27日、バーチャルステージライブ会場）[112]
  - 第21回 Rakuten GirlsAward 2022 SPRING/SUMMER（2022年5月14日、幕張メッセ）[113]
  - Rakuten GirlsAward 2023 AUTUMN/WINTER（2023年9月30日、幕張メッセ）[114]
- 関西コレクション
  - 第20回 KANSAI COLLECTION 2021 SPRING & SUMMER（2021年3月7日、京セラドーム大阪）[115]
  - 第21回 EXIA Presents KANSAI COLLECTION 2021 AUTUMN & WINTER（2021年9月5日、京セラドーム大阪）[116]
- 東京ガールズコレクション
  - 第34回 マイナビ 東京ガールズコレクション 2022 SPRING/SUMMER（2022年3月21日、国立代々木競技場第一体育館）[117]

### CDジャケット
- indigo la End「濡れゆく私小説」（2019年10月9日）

### 玩具
- 仮面ライダーゼロワン DXエイムズなりきりセット（2020年7月） - 刃唯阿 役
- 仮面ライダーゼロワン 変身ベルト DXレイドライザー（2020年8月） - 刃唯阿 役
- 仮面ライダーゼロワン DXメモリアルプログライズキーセット SIDE A.I.M.S.&ZAIA（2021年1月） - 刃唯阿 役

## 書籍

### 雑誌連載
- MORE（2022年5月号[7] - 、集英社） - 専属モデル

### 写真集
- my girl（2020年12月19日、東京ニュース通信社［B.L.T.MOOK］、撮影：細居幸次郎）ISBN 978-4867011829[118]
- つかのま（2025年2月3日、小学館、撮影：遠藤優貴）ISBN 978-4096824801[119][120]

### スタイルブック
- ここからいげた（2021年11月12日、文友舎）ISBN 978-4867038079[121]

### カレンダー
- 井桁弘恵CALENDAR BOOK 2021.04-2022.03（2021年2月3日、東京ニュース通信社［B.L.T.MOOK 92号］）[122][123]
- 井桁弘恵CALENDAR BOOK 2022.04-2023.03（2022年3月14日、東京ニュース通信社［B.L.T.MOOK 114号］）[124]

### デジタル写真集
- いげちゃん（2019年5月7日、集英社［週プレ PHOTO BOOK］、撮影：笠井爾示）
- ドラマティック（2019年5月23日、集英社［YJ PHOTO BOOK］、撮影：細居幸次郎）
- ヒーローになりたい。（2019年10月21日、集英社［週プレ PHOTO BOOK］、撮影：笠井爾示）
- 未来はちょっと、なつかしい。（2020年8月24日、集英社［週プレ PHOTO BOOK］、撮影：笠井爾示）
- 2021年、東京、夏。（2021年7月12日、集英社［週プレ PHOTO BOOK］、撮影：笠井爾示）
- 雨、時々、クリームソーダ。〜prologue〜（2022年7月11日、集英社［週プレ PHOTO BOOK］、撮影：笠井爾示）
- BE{Free}（2022年11月7日、集英社［週プレ PHOTO BOOK］、撮影：松岡一哲）
- Up To Date（2023年3月6日、小学館［スピ/サン グラビアフォトブック］、撮影：中村和孝）[125]